# مسابقات باشگاهی خلیج بیستم
مسابقات باشگاهی خلیج بیستم بیستمین دوره مسابقات باشگاهی خلیج برای باشگاه‌های کشورهای شورای همکاری خلیج فارس بود که در سال ۲۰۰۳ برگزار شد.

## نتایج
| تیم     | ب | پ | ت | ب | گ‌ز | گ‌خ | ت‌گ | ام |
| ------- | - | - | - | - | -- | -- | -- | -- |
| العربی  | ۴ | ۲ | ۲ | ۰ | ۴  | ۲  | +۲ | ۸  |
| المحرق  | ۴ | ۲ | ۱ | ۱ | ۵  | ۳  | +۲ | ۷  |
| الهلال  | ۴ | ۲ | ۱ | ۱ | ۵  | ۳  | +۲ | ۷  |
| العروبه | ۴ | ۱ | ۱ | ۲ | ۳  | ۴  | −۱ | ۴  |
| القطر   | ۴ | ۰ | ۱ | ۳ | ۱  | ۷  | −۶ | ۱  |

تمامی بازی‌ها در کویت برگزار شد.
| ۲۷ ژانویه ۲۰۰۳ | الهلال  | ۲–۰ | القطر   |
| ۲۸ ژانویه ۲۰۰۳ | المحرق  | ۱–۲ | العربی  |
| ۲۹ ژانویه ۲۰۰۳ | العروبه | ۱–۲ | الهلال  |
| ۳۰ ژانویه ۲۰۰۳ | القطر   | ۰–۲ | المحرق  |
| ۱ فوریه ۲۰۰۳   | العربی  | ۰–۰ | العروبه |
| ۲ فوریه ۲۰۰۳   | الهلال  | ۱–۱ | المحرق  |
| ۳ فوریه ۲۰۰۳   | القطر   | ۱–۱ | العربی  |
| ۵ فوریه ۲۰۰۳   | المحرق  | ۱–۰ | العروبه |
| ۶ فوریه ۲۰۰۳   | الهلال  | ۰–۱ | العربی  |
| ۷ فوریه ۲۰۰۳   | القطر   | ۰–۲ | العروبه |

المحرق با پرتاب سکه، به رتبه دوم رسید.

## قهرمان
| قهرمان مسابقات باشگاهی خلیج ۲۰۰۳ |
| -------------------------------- |
| کویت                             |
| العربی دومین عنوان               |